# Heinkel He 51
El Heinkel He 51 fue un caza biplano alemán, que sirvió en las filas de la Luftwaffe a mediados de la década de 1930 y fue empleado en la guerra civil española.

## Diseño y desarrollo
La compañía Ernst Heinkel Flugzeugwerke AG decidió producir una serie de cazas biplanos mucho antes de que Hitler accediera al poder, y la incorporación a su grupo de diseñadores de los hermanos gemelos Siegfried y Walter Günter añadió un toque de audacia que se evidenció en el primer proyecto presentado por ellos a la firma: el Heinkel He 49, oficialmente un entrenador civil avanzado, pero que en realidad se trataba del ensayo para un futuro avión militar. El primer prototipo, el Heinkel He 49a voló en noviembre de 1932; otros dos prototipos, el He 49b de fuselaje alargado y el He 49c con motor revisado, dieron paso al primer He 51A-0 de preserie, que voló en mayo de 1933. Bajo esta configuración se construyeron otros ocho ejemplares desarmados y las entregas de las primeras unidades de serie, ya armadas, comenzaron en julio de 1934. En abril del año siguiente equiparon la primera unidad de la Luftwaffe, el Jagdgeschwader Richthofen.
Biplano monoplaza de alas desiguales, el He 51 estaba impulsado por un motor BMW VI 7.3z de 12 cilindros en V, de 740 hp (552 kW) al despegue que tenía seis peculiares tubos de escape verticales a cada lado. Máquina sólida de fórmula tradicional, era notable por la plenitud y calidad de su equipamiento, aunque su estructura consistía en la tradicional combinación de metal, madera y lona.
En enero de 1936 se inició la producción del He 51B; se trataba de una versión reforzada que poseía un tren de aterrizaje modificado y un dispositivo bajo el fuselaje para transportar un depósito auxiliar de combustible. Los doce aparatos de preproducción recibieron la designación He 51B-0, y a continuación, fueron seguidos por otros 450 ejemplares de serie similares con la designación He 51B-1. Posteriormente, 45 de estos fueron adaptados como hidroaviones de dos flotadores (He 51B-2).
La última versión numéricamente importante fue la He 51C-1, destinada a misiones de ataque al suelo, para lo que llevaba una pequeña carga de bombas.
La producción total del He 51, en todas sus versiones, fue de unos 800 aparatos construidos por Heinkel, Arado Flugzeugwerke, Erla Maschinenwerk G.m.b.H. y Fieseler.
En poco tiempo, los He 51 resultaron obsoletos, por lo  que entre 1937-38 fueron retirados de los Jagdgeschwader (escuadrones de combate) de la Luftwaffe siendo relegados a tareas de entrenamiento durante gran parte de la Segunda Guerra Mundial.

## Historia operacional

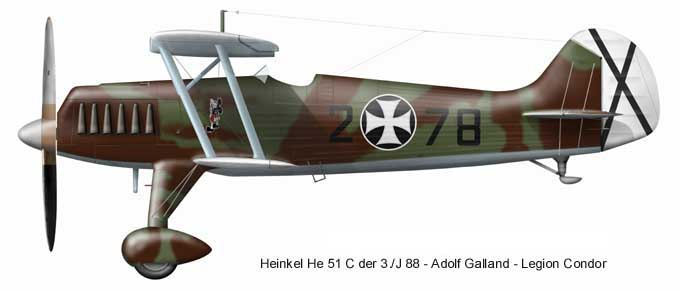
Perfil del He 51C que pilotó Adolf Galland en el 3/J 88 de la Legión Cóndor

El 6 de agosto de 1936 son desembarcados en Cádiz los seis primeros He 51A, llegados a bordo del buque "Usaramo", procedente de Hamburgo; estos cazas son trasladados a Sevilla donde son ensamblados y puestos en condiciones de vuelo. Un grupo de pilotos españoles fue rápidamente convertido al nuevo avión, que comenzó a operar en España el 18 de agosto; en noviembre, con los nuevos envíos de material, se constituyeron las escuadrillas 1-E-2 y 2-E-2 del Grupo 2 español y tres Staffeln del Jagdgruppe 88 de la Legión Cóndor.
Los primeros meses fueron exitosos para el Heinkel He 51, al combatir contra los obsoletos Nieuport 52, Breguet 19 y Potez 54. Sin embargo, la aparición de los cazas soviéticos Polikarpov I-15 e I-16 en el bando republicano puso al He 51 y a sus pilotos en grave aprieto, pues los aparatos soviéticos eran superiores al alemán en casi todos los aspectos. Fue reemplazado en el papel de caza por el Fiat CR.32, y los alemanes pidieron el apresurado envío de los primeros Messerschmitt Bf 109 para suplir al He 51. A partir de la recepción de los Bf 109, los Heinkel tripulados por pilotos nacionalistas fueron destinados a misiones de ataque al suelo, en cuya ejecución elaboraron la técnica de “asalto” conocida internacionalmente como “Cadena”. Mediante esta técnica, que sería posteriormente adoptada por la Luftwaffe durante la Segunda Guerra Mundial, los aviones atacaban en rasante, unos detrás de otros, de forma consecutiva, yéndose luego a colocarse mediante un viraje detrás del último de la fila y protegiéndose de esta manera unos a otros.
A varios aparatos les fueron agregados unos lanzabombas para el transporte de pequeñas bombas de fragmentación y posteriormente se empleó en combate la nueva versión Heinkel He 51C-1, capaz de llevar 4 bombas de 50 kg.
En total, en España actuaron unos 126 He 51 (acabada la guerra se adquirieron 15 más), de los cuales, algunos ejemplares permanecieron en servicio hasta principios de la década de 1950.

## Versiones
He 49a
Primer prototipo. Fuselaje corto
He 49b
Segundo prototipo con el fuselaje alargado. Probado como avión terrestre e hidroavión
He 49c
Tercer prototipo con instalación anticongelante de motor revisada
He 51a
Cuarto prototipo. Con un nuevo plano vertical de cola, alas y tren de aterrizaje revisados, un nuevo radiador.
He 51A-0
Avión de preproducción. Nueve fabricados
He 51A-1
Versión inicial de producción, 150 construidos
He 51B-0
Reforzado estructuralmente. 12 aviones de preproducción
He 51B-1
Versión de producción del B-0. 12 unidades
He 51B-2
Versión hidroavión de caza y reconocimiento monoplaza; 46 fabricados
He 51B-3
Versión para gran altitud
He 51C-1
Versión de ataque a tierra ligero. 79 enviados a España para equipar a la Legión Cóndor y a la Aviación Nacional del Bando sublevado.
He 51C-2
Versión mejorada del C-1, con equipo de radio revisado. 21 fabricados
He 52
Desarrollo de alta cota del He 51; un prototipo construido

## Operadores

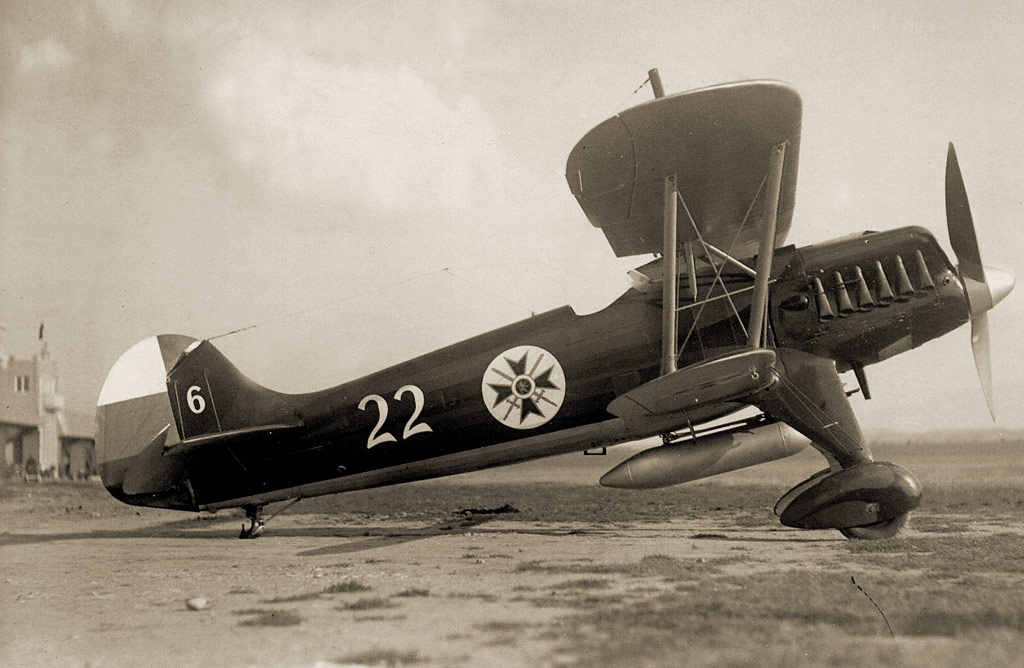
He 51B de la Real Fuerza Aérea búlgara

Alemania
- Luftwaffe

 Bulgaria
- Bulgaria adquirió 12 He 51.[15]

 España
- Ejército del Aire

## Especificaciones (He 51B-1)
Referencia datos: Enciclopedia Ilustrada de la Aviación Vol. 9 pag. 2136, Editorial Delta, Barcelona 1982 ISBN 84-85822-74-9

### Características generales
- Tripulación: Uno
- Longitud: 8,40 m
- Envergadura: 11,00 m
- Altura: 3,20 m
- Superficie alar: 27,20 m²
- Peso vacío: 1460 kg
- Peso máximo al despegue: 1900 kg
- Planta motriz: 1× lineal V12 refrigerado por líquido BMW VI 7,3Z.
  - Potencia: 552 kW (761 HP; 751 CV)

### Rendimiento
- Velocidad nunca excedida (Vne): 330 km/h
- Velocidad crucero (Vc): 280 km/h
- Alcance: 570 km
- Techo de vuelo: 7700 m
- Carga alar: 69,9 kg/m²
- Potencia/peso: 0,29 kW/kg
- Tiempo a altitud: 1 000 m (3281 pies) en 1 min 24 s

6000 m (19685 pies) en 16 min 30 s

### Armamento
- Ametralladoras: 2× MG 17 cal. 7,92 mm en el capó del motor, con 500 disparos
- Puntos de anclaje: 6 para cargar una combinación de:  
  - Bombas: 6 SC/SD de 10 Kg